# Залески (Охајо)
Залески (енгл. Zaleski) град је у америчкој савезној држави Охајо.

## Демографија
По попису из 2010. године број становника је 278, што је 97 (-25,9%) становника мање него 2000. године.
| Група             | 2000.       | 2010.       |
| Белци             | 368 (98,1%) | 273 (98,2%) |
| Афроамериканци    | 2 (0,5%)    | 0 (0,0%)    |
| Азијати           | 0 (0,0%)    | 0 (0,0%)    |
| Хиспаноамериканци | 0 (0,0%)    | 0 (0,0%)    |
| Укупно            | 375         | 278         |